# Solhöjden, Habo kommun
Solhöjden är en bebyggelse i Habo kommun i Jönköpings län. Solhöjden är en stadsdel i södra utkanten av centralorten Habo och utgörs av området runt Stina Lottas gata. Området var av SCB klassat som en egen småort för att från 2015 räknas som en del av Habo.